# Pseudomyrmex elongatus
Pseudomyrmex elongatus  (лат.) — вид древесных муравьёв рода Pseudomyrmex из подсемейства Pseudomyrmecinae (Formicidae). Новый Свет.

## Распространение
Северная, Центральная (Коста-Рика, Куба, Панама) и Южная Америка: от Техаса и Флориды (США) до Бразилии, Парагвая и Эквадора (Ward, 1989, 1993, 1999).

## Описание
Среднего размера муравьи жёлто-коричневого цвета (жвалы и ноги светлее). Длина головы (HL) 0.78-0.91 мм, ширина головы (HW) 0.56-0.64 мм. Имеют относительно крупные овальные глаза и сильное жало. Тело узкое, ноги короткие. Стебелёк между грудкой и брюшком состоит из двух узловидных члеников (петиоль и постпетиоль). От близких видов отличается коротким и высоким петиолем.
Живут в полостях живых деревьев и кустарников акаций (Acacia) с которыми находятся во взаимовыгодных отношениях. Во Флориде живут в ветвях Avicennia germinans, Baccharis halimifolia, Laguncularia racemosa и Rhizophora mangle, в мангровых зарослях; в Техасе — в Quercus virginiana и Prosopis; в Мексике — в Quercus fusiformis; в Коста-Рике и Панаме — в Gliricidia sepium, Helicteres и Inga.

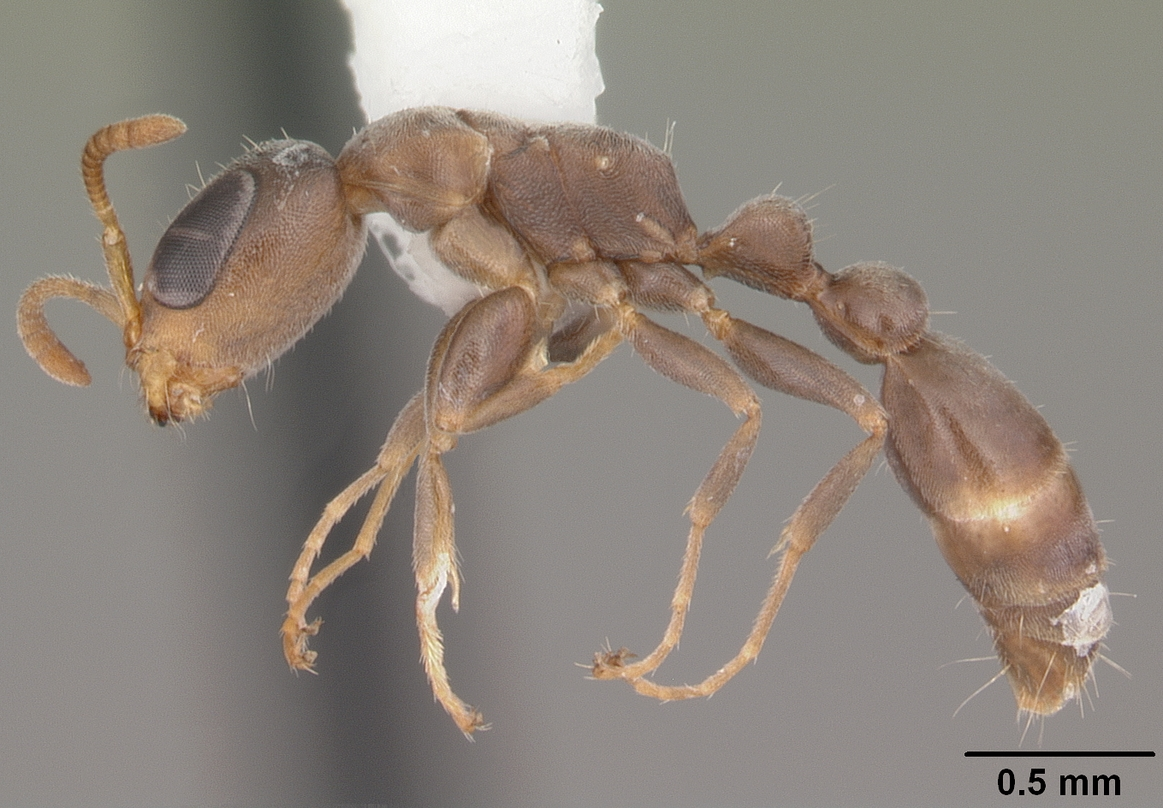
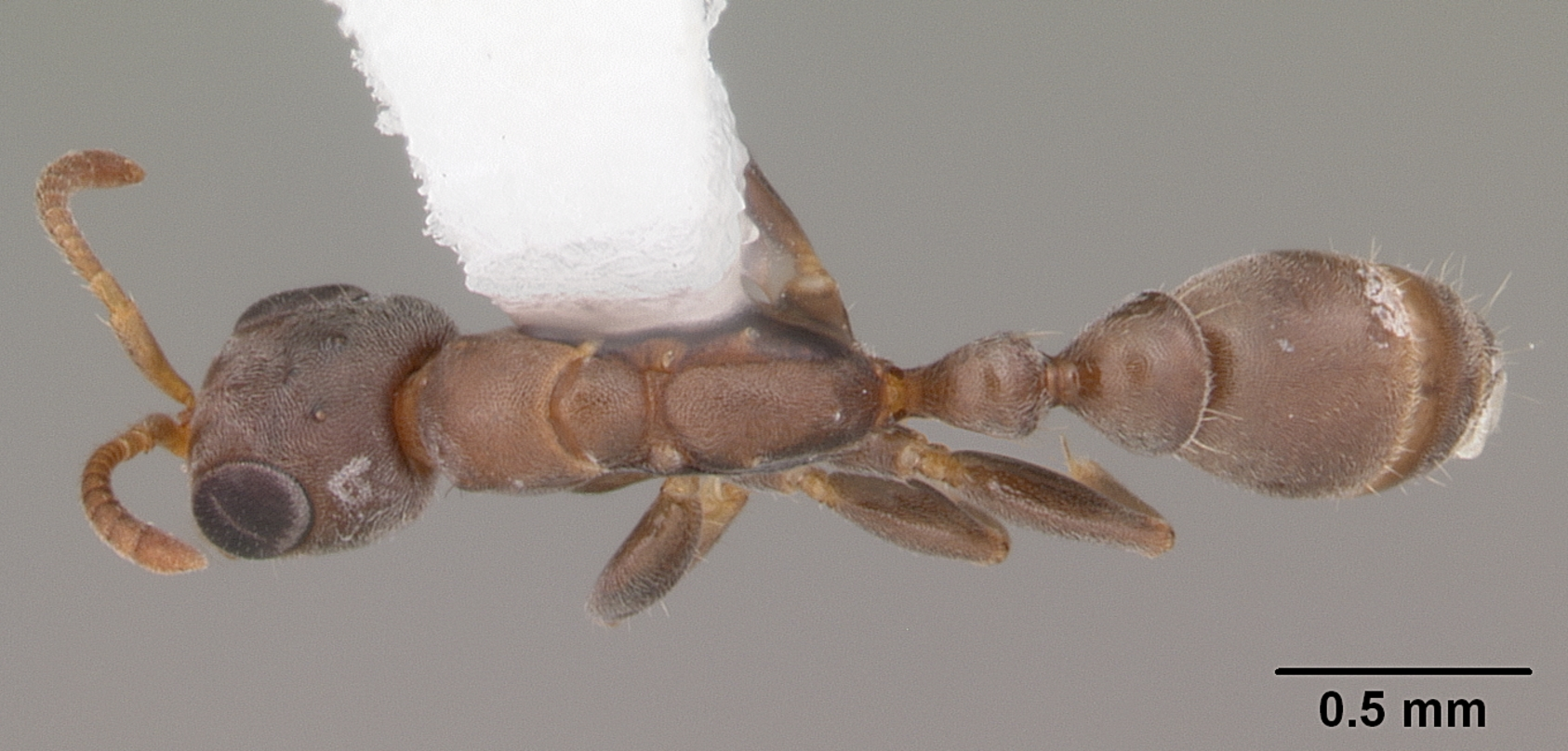
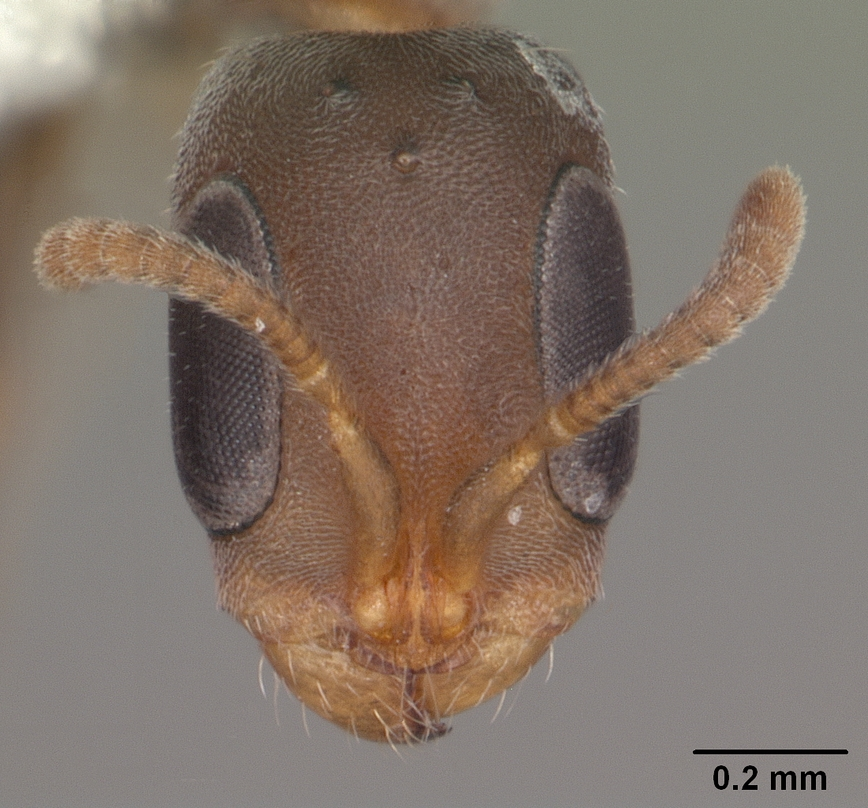
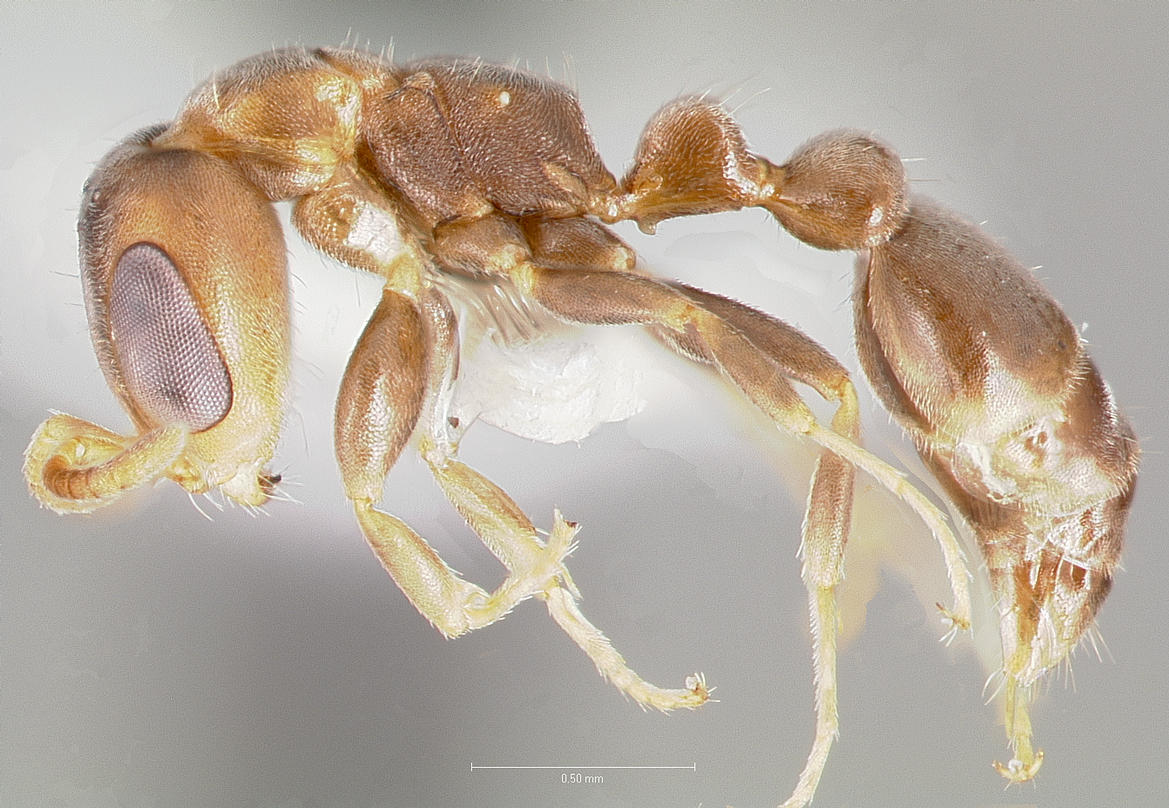